# ماهی زرین
ماهی زرین (به انگلیسی: Dorado) یکی از صور فلکی جنوبی است.
ماهی زرین، تکهٔ غبارآلودی از ابر بزرگ ماژلانی را دربر گرفته است.
پیکر آسمانی ماهی زرین توسط پیتر دیرکس‌زون کایسر (به هلندی: Pieter Dirkszoon Keyser) و فردریک دِهاؤتمان (به هلندی: Frederick de Houtman) و در میان سال‌های ۱۵۹۵ تا ۱۵۹۷ متصور شد. این صورت فلکی به نام اره‌ماهی نیز شناخته می‌شود.

## ستارگان
- اس ماهی طلایی یک ستاره متغیر و ابرغول است.
- SN1987A یک ابرنواختر است که با تلسکوپ‌های معمولی دیده می‌شود
- ستاره متغیر آر ماهی زرین بزرگ‌ترین ستاره شناخته شده است[۲]
- HE 0437-5439یک ستاره بسیار تند است که هم در کهکشان راه شیری دیده می‌شود و هم در ابرهای ماژلانی.
- γ ماهی زرین یک ستاره متغیر است.